# Phone (film 2002)
Phone (폰?, PonLR) è un film horror sudcoreano del 2002, diretto da Ahn Byeong-ki e con protagonisti Ha Ji-won e Kim Yoo-mi.

## Trama
Ji-won è un'affermata giornalista single, che rivela tramite un suo articolo un delicato affare di abusi sessuali su minorenni. Dopo questo importante scoop però Ji-won continua a ricevere sul proprio cellulare telefonate minatorie ed inquietanti, probabilmente di qualcuno coinvolto nello scandalo. Giunta allo sfinimento, la giovane decide di cambiare numero telefonico, e trasferirsi per un po' di tempo nella villa dell'amica Ho-jeong. Tuttavia il cellulare di Ji-won continua a squillare, e le telefonate che riceve sono ancora più inquietanti delle precedenti.
Come se non bastasse, la figlia dell'amica Ho-jeong risponde a una di queste strane telefonate e da quel momento comincia ad avere strani comportamenti. Ji-won comincia a dubitare che le telefonate minatorie siano dovute alla sua attività di giornalista d'inchiesta, e comincia a svolgere indagini sui vecchi possessori della sua scheda telefonica. Scopre così una catena di eventi terribili che ha per testimone la piccola figlia dell'amica che viene posseduta e adotta strani comportamenti.

## Riconoscimenti
- 2005 - Blue Dragon Awards
  - Nomination Miglior attrice esordiente a Kim Ok-bin[senza fonte]